# Troncal 4 (Venezuela)
La Troncal 4, también conocida como Carretera Lara-Falcón, es una carretera nacional o eje vial de primer orden en Venezuela, que comunica parte de la Región Centro-Occidental del país en sentido norte-sur. Su trayecto comienza desde la ciudad de Punto Fijo en la península de Paraguaná, atraviesa la Sierra de Coro y culmina en los Llanos occidentales venezolanos, en la población de Turén. Entre las ciudades y localidades que esta carretera comunica se encuentran Coro,Churuguara, Barquisimeto, Cabudare, Acarigua y Turén.

## Historia
La troncal 4 junto con el resto de vías troncales venezolanas fue diseñada y construida en las décadas de los 50's y 60's para conectar la región Centroccidental del país con la Región de Los Llanos puesto que su trayecto original iría desde la ciudad de Punto Fijo en el Estado Falcón hasta el sur del Estado Apure. En la actualidad sólo se tiene concluida la sección norte que termina en la población de Turén mientras que su contraparte sur sólo está terminada en el tramo que va desde Bruzual hasta Elorza.

## Tramos

### Tramos en el Estado Falcón:
- Punto Fijo-Coro (A través de la Autopista Coro-Punto Fijo)
- Coro-Churuguara

La troncal 4 conecta además con la troncal 3 en el sur de la ciudad de Coro, más específicamente en el cruce de las avenidas Chema Saher y Manaure.

### Tramos en el Estado Lara:
- Churuguara-Santa Inés
- Santa Inés-Bobare
- Bobare-Pavia
- Pavia-Barquisimeto
- Barquisimeto-Cabudare (Mediante la Avenida Intercomunal)
- Cabudare-Sarare (Vía Par vial)
- Sarare-La Lucía (Vía Par vial)

En la ciudad de Barquisimeto, la troncal 4 se cruza con la Autopista Circunvalación Norte, perteneciente al eje vial Troncal 1 en el distribuidor Moyetones. Luego sigue dirección sureste tomando las avenidas Las Industrias, Libertador, Argimiro Bracamonte y Lara hasta llegar a la redoma de Santa Rosa y continuar hacia el sur por la Avenida Intercomunal Barquisimeto-Cabudare y la Par Vial Barquisimeto-Acarigua.

### Tramos en el Estado Portuguesa:
- La Lucía-Acarigua
- Acarigua-Turén

Al llegar a la ciudad de Acarigua, la troncal 4 se conecta con la Autopista General José Antonio Páez, perteneciente al eje vial Troncal 5 mediante el distribuidor Vencedores de Araure. Seguidamente la carretera troncal sigue hacia el sur hasta la redoma de Araure donde se corta y luego continua hasta la población de Turen donde finalmente termina su parte norte. 

### Tramos en el Estado Apure:
- Bruzual-Mantecal
- Mantecal-Elorza.

A pesar de no aparecer en muchos mapas, la troncal 4 sigue su trayecto original en el Estado Apure desde la población de Bruzual en el norte del estado y se dirige en dirección al sur hasta culminar en el cruce de la carretera local 3 en el rio Arauca, frente a la población de Elorza.